# Джеймс Сміт Мак-Доннелл
Джеймс Сміт Мак-Доннелл (англ. James Smith "Mac" McDonnell; 9 квітня 1899 — 22 серпня 1980) — американський авіаконструктор, піонер авіації і засновник компанії McDonnell Aircraft Corporation, а потім McDonnell Douglas.

## Життєпис

### Ранні роки (1899—1927)
Джеймс Мак-Доннелл народився у сім'ї з шотландськими коренями у місті Денвері та виріс у місті Літтл-Рок, де здобув у 1917 році середню освіту, закінчивши Центральну вищу школу Літтл-Рока. У 1921 році він закінчив Принстонський університет та у 1925 році здобув ступінь магістра в галузі авіаційної інженерії в Массачусетському технологічному інституті. Після закінчення інституту став працювати у підрозділі Stout Metal Airplane компанії Ford Motor Company. У 1927 році він переходить у компанію Hamilton Metalplane Company та починає працювати над суцільнометалевими аеропланами. Також працював у Keystone Aircraft Corporation.

### Кар'єра (1928—1980)
У 1928 році Мак-Доннелл відкрив власну компанію J.S. McDonnell & Associates і за підтримки двох інших інженерів почав проєктувати свій перший літак під власним іменем «McDonnell Doodlebug». Цей літак взяв участь у конкурсі на створення безпечного літака з призовим фондом у 100 тисяч доларів, організованому Фундацією Денієла Гуггенгайма. Невдача на конкурсі (переможцем став «Curtiss Tanager») та відсутність комерційних замовлень через Велику депресію привели до закриття компанії, а Мак-Доннелл у 1931 році пішов працювати у Great Lakes Aircraft Company, звідки його переманили до Glenn L. Martin Company.
Мак-Доннелл покинув компанію «Martin» у 1938 році і рік по тому заснував McDonnell Aircraft Corporation. Штаб-квартира компанії знаходилась у місті Сент-Луїс й вона стала найбільше відома своїми винищувачами F-4 Phantom II і капсулами спуску для космічних кораблів Mercury і Gemini.
У 1967 році McDonnell Aircraft об'єдналась з Douglas Aircraft Company зі створенням спільної компанії McDonnell Douglas. Пізніше в тому ж році космічний і ракетний підрозділ Douglas Aircraft Company став частиною нової дочірньої компанії під назвою McDonnell Douglas Astronautics, розташованої в Гантінгтон-Біч (Каліфорнія), яка займалась виробництвом серії ракет-носіїв «Delta». Нова об'єднана компанія також розробила винищувачі F-15 Eagle і F/A-18 Hornet.
На посту президента компанії у 1980 році Джеймса Мак-Доннелла замінив його племінник Сенфорд Мак-Доннелл.

### Сімейне життя
Джеймс Мак-Доннелл був у шлюбі двічі. З першою дружиною Мері Елізабет Фінні (англ. Mary Elizabeth Finney; 1934—1949) мав двох дітей (англ. James Smith McDonnell, III; нар. 1936 і англ. John Finney McDonnell; нар. 1938). Після її смерті взяв у 1956 шлюб з Прісциллою Браш Форні (англ. Priscilla Brush Forney) та всиновив її дітей від попереднього шлюбу.
Мак-Доннелл помер від інсульту 22 серпня 1980 року. Його поховали на кладовищі Бельфонтен у Сент-Луїсі.

## Вшанування пам'яті
У 1950 році Мак-Доннелл заснував Фонд Джеймса С. Мак-Доннелла, який підтримує наукові, освітні та благодійні справи на місцевому, національному та міжнародному рівнях. На його честь названо «Центр космічних наук Мак-Доннелла», заснований у 1974 році і співзасновником якого він був.
На вшанування пам'яті про Джеймса Мак-Доннелла названо парки, школи, аудиторії, зали та лабораторії в університетах, а також бульвар неподалік від аеропорту Сент-Луїса.
У 1977 році Мак-Доннелл був включений до Зали слави національної авіації.